# Tuzlaøen
Tuzlaøen er en sandet holm i form af en tange, der ligger midt i Kertjstrædet mellem Kertjhalvøen i vest og Tamanhalvøen i øst. Administrativt hører øen under byen Kertj på Krim.
Siden Rusland ulovligt annekterede Krim i marts 2014, er øen blevet overført til Ruslands centralregering af de nyoprettede Krim-myndigheder og blev brugt som mellemled til en ny bro, der forbinder Krim med det russiske fastland.

## Konflikten i 2003
I oktober 2003 var der en territorial konflikt mellem Rusland og Ukraine om øen. De russiske myndigheder hævdede, at overførslen af Krim i 1954 kun havde omfattet de kontinentale dele af halvøen, selv om Tuzlaøen siden 1941 administrativt havde været en del af Krim.
Russerne påbegyndte derpå bygningen af en dæmning fra Tamanhalvøen for derved at skabe en forbindelse fra øen til russisk territorium. Dette var ikke aftalt med ukrainerne, så derfor stoppede opførelsen af dæmningen nøjagtigt på grænsen mellem de to lande.Dæmningen var da 3,8 km lang, men manglede fortsat 1,2 km for at nå Tuzlaøen. Dæmningsbyggeriet skabte spændinger mellem de to lande, men efter forhandlinger opgav russerne at færdiggøre dæmningen. Ukrainerne opførte efterfølgende for en sikkerheds skyld en toldstation på øen.

## Ruslands annektering af Tuzlaøen
Efter Ruslands annektering af Krim i marts 2014 kom øen under russisk kontrol, hvorfor en direkte transportforbindelse fra russisk territorium til Krim fik topprioritet, og Krimbroen, der løber langs hele øen, blev straks planlagt og officielt åbnet i maj 2018.
Der boede omkring 20 familier på øen, som levede af fiskeri. Der var også nogle rekreationshjem og sommerhuse på øen. Under byggearbejdet blev øen beslaglagt af byggepladsen.

## Galleri
- Fiskerlejet på Tuzlaøen i 2007
- indsø på Tuzlaøen (2007)
- Tuzlaøen i 2016
- Foto af broforbindelsen
- Tuzlaøen i 2016